# Felipe Kast

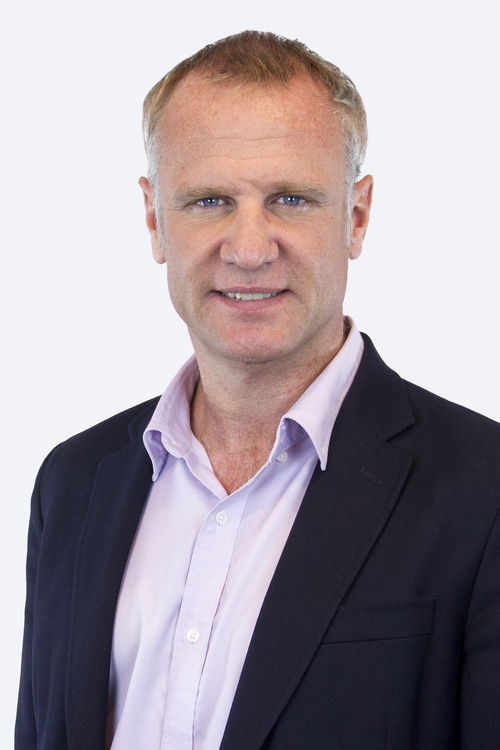
Felipe Kast (2022)

Felipe José Kast Sommerhoff  (* 1977 in Santiago de Chile) ist ein chilenischer Politiker. Er gehörte dem ersten Kabinett des chilenischen Präsidenten Sebastián Piñera an. Kast war ab 2010 bis 2011 der zuständige Minister für Wiederaufbau, wirtschaftliche Planung und Entwicklung.
Er ist Gründungsmitglied der Partei Politische Entwicklungen (Evópoli), deren zweiter Vorsitzender er zwischen 2015 und 2016 war. Bei den Vorwahlen 2017 war er Präsidentschaftskandidat und von 2014 bis 2018 Abgeordneter der Republik für den ehemaligen Bezirk 22 von Santiago. Seit März 2018 ist er Senator für den 11. Distrikt der Region Araucanía für die Legislaturperiode 2018–2026.

## Leben und Werk
Felipe Kast ist der Sohn des deutschstämmigen Regierungsberaters Miguel Kast Rist und der Neffe des Politikers José Antonio Kast Rist. Er ist der Enkel von Michael Kast, einem deutschen Wehrmachts-Offizier, der aus amerikanischem Gewahrsam entkam, sich eine falsche Identität zulegte und 1950 nach Chile auswanderte. Sein Bruder ist der ehemalige Abgeordnete Pablo Kast. 
Kast studierte Wirtschaftswissenschaft an der Päpstlichen Katholischen Universität Chiles (PUC). Nach Abschluss dieses Studiums studierte er an der Universität von Havanna in Kuba Marxismus und Marxistische Wirtschaftstheorie. An der Harvard University promovierte Kast im Jahr 2004. In dieser Zeit war er auch für die Weltbank in Boston tätig. 
Nach dem dramatischen Erdbeben vom 27. Februar 2010 wurde Kast Hauptkoordinator des Programms für den nationalen Wiederaufbau in Chile: Der neue chilenische Präsident Sebastián Piñera ernannte ihn am 11. März 2010 zum Minister für Wiederaufbau, wirtschaftliche Planung und Entwicklung. Kast war das jüngste Regierungsmitglied der Regierung Piñera. 
Kast ist mit einer Kubanerin verheiratet und hat drei Kinder.